# Апшеронский архипелаг
Апшеронский архипелаг (азерб. Abşeron arxipelaqı) — группа прибрежных островов Каспийского моря, расположенных у средне-восточного побережья Азербайджана. Архипелаг расположен к востоку от одноимённого полуострова. Глубины вокруг островов относительно малые. Фактически все острова архипелага равнинные.
На Апшеронском архипелаге имеются крупные месторождения нефти и газа.

## Описание
Архипелаг включает острова Пираллахи (Артём), Чилов (Жилой), Бёюк-Тава (Большая Плита), Кичик-Тава (Малая Плита), Гребень, Чурка, Колтыш и др., а также банки Апшеронская, Нефтяные Камни, Дарвина, Балахнина, Андреевская и др. В связи с понижением уровня Каспийского моря, площадь островов архипелага увеличилась, а некоторые из них присоединились к соседним островам или суше (например, острова Урунос, Лебяжий-Камень).
В 1990 году многим островам были возвращены старинные названия.
Апшеронский архипелаг в геологическом отношении является частью Апшеронской геологической области. Начиная с 1947 г. были открыты месторождения Гюргяны-море, о. Жилой, Нефтяные камни, Грязевая сопка, банка Дарвина. С 1948—1949 гг. разрабатываются месторождения банка Макарова (Бахар) и Ази Асланова. Выявленные месторождения, за исключением IIOBJJX площадей Бахар и Ази Асланова, находятся в эксплуатации или разработке. Среди всех месторождений Апшеронского архипелага первое место по запасам и уровню добычи занимает широко известное месторождение Нефтяные камни.

## Природа
Большинство островов являются пустынными и полупустынными, с редкой растительностью. На многих островах находятся крупные лежбища каспийского тюленя.
На крупнейших островах населением культивируются плодовые деревья.

## Население
На архипелаге расположены посёлки Пираллахи, Нефтяные Камни и Чилов.